# バスケットボール・ダイアリーズ
『バスケットボール・ダイアリーズ』（The Basketball Diaries）は、1995年制作のアメリカ映画。原作はジム・キャロルが13歳から16歳までつけていた日記『マンハッタン少年日記』（河出書房新社）
。
公開された当時は、麻薬依存や売春が描かれていたために物議を醸した。アメリカではMPAAによりカットされてR指定を受けた。
1999年にコロラド州で起きたコロンバイン高校銃乱射事件の際に、再びこの映画に注目が集まった。ディカプリオ演じる主人公が、夢の中で黒いトレンチコートを着て学校に行き、生徒や教師を撃つというシーンがあったためである。

## あらすじ
ミッションスクールの不良生徒・ジムは仲間のミッキー、ペドロ、ニュートロンとともに非行を働き神父を困らせるものの、バスケットボールへの情熱は人一倍だった。
だが、彼等を理解してくれていたボビーが白血病で亡くなり、ジムはニュートロンをのぞく仲間とともにヘロインを始めた。
コーチ・スウィフティに肉体関係を迫られた後、ジムは試合中に意識がもうろうとするという失態を犯し、警察沙汰に発展した。
麻薬は見つからなかったものの、3人は退学処分を受けた。ジムも母親に問い詰められ、家出をした。
ジム、ミッキー、ペドロは麻薬のために犯罪を犯しては金を得るようになった。
ペドロが逮捕される中、ジムは近所に住むレジーに助けられ、詩の才能を見出された。
麻薬をやめさせようとするレジーから逃げたジムは、男性相手に身体を売りその金で麻薬をミッキーと買った。
だが、その麻薬が偽物だと知ったミッキーは売人を殺害し、ジムは実家に逃げた。母に金をねだるジムに対し、彼女は警察に通報し、ジムは逮捕された。
その後、更生したジムは、舞台に立ち、自らの経験について話した。

## キャスト
※括弧内は日本語吹き替え
- ジム・キャロル - レオナルド・ディカプリオ（草尾毅）
- ミッキー - マーク・ウォールバーグ（古澤徹）
- ジムの母 - ロレイン・ブラッコ（榊原良子）
- スウィフティ - ブルーノ・カービー（土師孝也）
- ペドロ - ジェームズ・マディオ（岡野浩介）
- ダイアン・ムーディ - ジュリエット・ルイス（松本梨香）
- レジー - アーニー・ハドソン（福田信昭）
- ボビー - マイケル・インペリオリ（藤原啓治）
- ニュートロン - パトリック・マッゴウ(辻谷耕史)
- フランキー・パインウォーター - ジム・キャロル（牛山茂）